# Massimo Ambrosini
Massimo Ambrosini (sinh 29 tháng 5 năm 1977) tại Pesaro là cựu tiền vệ người Italia, chủ yếu chơi ở vị trí tiền vệ phòng ngự. Anh được biết tới khi có thời gian thành công cùng câu lạc bộ A.C. Milan khi anh dành tới 18 năm sự nghiệp của mình thi đấu tại đây, có được nhiều danh hiệu lớn nhỏ, và là đội trưởng trong khoảng thời gian 2009-2013, sau khi Paulo Maldini giải nghệ. Ambrosini giải nghệ vào năm 2014 chỉ sau một mùa giải cùng câu lạc bộ A.C.F. Fiorentina. Ở cấp độ đội tuyển quốc gia, anh cùng đội tuyển Italia thi đấu tại Thế vận hội Mùa hè 2000, 2 Giải vô địch bóng đá châu Âu và giành ngôi á quân tại Giải vô địch bóng đá châu Âu 2000.

## Đội tuyển quốc gia
Ambrosini xuất hiện lần đầu ở đội tuyển năm 1999 trong trận Ý gặp Croatia, sau đó anh cùng đội tuyển Ý tham dự Olympics mùa hè 2000, và Euro 2000. Anh không tham dự được WC 2002, Euro 2004 và WC 2006 vì các chấn thương liên tiếp.

## Cuộc sống cá nhân
Massimo Ambrosini đã kết hôn với một người phụ nữ Ý tên là Paola Ambrosini. Ambrosini có hai con cùng vợ, con trai Federico Ambrosini sinh ngày 11 tháng 5 năm 2009, và con gái Angelica Ambrosini sinh ngày 21 tháng 11 năm 2011 .

## Danh hiệu

### AC Milan
- Serie A: 1996, 1999, 2004, 2011

Cúp Italia: 2003
- Siêu Cup Ý: 2004
- Cúp C1: 2003, 2007
- Siêu cúp Châu âu: 2003, 2007
- World Cup các câu lạc bộ: 2007

### Đội tuyểnÝ
- Hạng nhì Euro 2000